# مركز اكسبو الشارقة
مركز إكسبو الشارقة في امارة الشارقة أحد اقدم مراكز المعارض في الإمارات العربية المتحدة وحلقة وصل بين كافة دول الشرق الأوسط ودول شرق آسيا، تأسس عام 1977 حيث جعل إمارة الشارقة على خارطة صناعة المعارض الدولية، وفي سبتمبر عام 2002 تم انتقال المركز إلى مقر جديد وزادت مساحات العرض فيه، وتم توفير كافة المستلزمات التقنية والمتطورة لتحسين آدائه وهذا ما عزز مكانته في خدمة المشاركين في المعارض المقامة على أرضه.

## التوسعة
في 16 ديسمبر 2002، قام صاحب السمو الشيخ الدكتور سلطان بن محمد القاسمي عضو المجلس الأعلى للاتحاد حاكم الشارقة.بافتتاح المقر الجديد لمركز إكسبو الشارقة حيث يمثل المجمع الجديد للمعارض والاجتماعات والمصمم بطراز عالمي انعكاس واضح للدور المهم الذي تتميز به دولة الإمارات العربية المتحدة ويقوم بتقديم مجموعة متميزة من التسهيلات الفنية المتطورة فضلاً عن الخدمات المميزة لنطاق عريض من الأحداث والمؤتمرات.

## معارض مختارة
- معرض الشارقة الدولي للكتاب (SIBF)[3][4][5]
- معرض الشارقة الدولي للكتاب.
- مهرجان الشارقة القرائي للطفل
- المنتدى الدولي للاتصال الحكومي
- جوائز الشارقة سين
- مهرجان الشارقة لريادة الأعمال (SEF)[6]
- Xposure (مهرجان التصوير الدولي)[7]
- منتدى الشارقة الدولي للراوي
- معرض الشرق الأوسط للساعات والمجوهرات
- معرض جواهر الإمارات[8]
- SteelFab[9]
- معرض التعليم الدولي
- Furniture 360

## وصلات خارجية
- الموقع الرسمي